# Jean-Francois Bonhęme
Jean-Francois Bonhęme (* 12. července 1949) je bývalý francouzský atlet, halový mistr Evropy ve skoku do dálky.
V roce 1973 obsadil druhé místo na univerziádě v Moskvě. Jeho největším úspěchem je titul halového mistra Evropy z roku 1974.Zvítězil ve svém osobním rekordu 817 cm.